# Temanggal (Tempuran)
Temanggal is een bestuurslaag in het regentschap Magelang van de provincie Midden-Java, Indonesië. Temanggal telt 522 inwoners (volkstelling 2010).